# Miranda Richardson
Miranda Jane Richardson (* 3. března 1958, Southport, Lancaster (hrabství), Anglie, Spojené království) je britská herečka, držitelka ceny BAFTA a dvojnásobná držitelka ceny Zlatý glóbus.
Herectví se věnuje již od dětství. Původně chtěla být veterinářkou, ale nakonec ve věku 17 let začala studovat herectví.
Během svého života vystupovala ve více než 90 hraných filmech. Poměrně často ve filmech ztvárňuje královny nebo vévodkyně.

## Osobní život
V současné době žije v západním Londýně se svými dvěma kočkami a dvěma psy. Mezi její koníčky patří kreslení, pěší procházky, zahrádkářství, móda, sokolnictví a hudba.

## Filmografie, výběr
- 1985 Tanec s cizincem (prostitutka Ruth Ellis)
- 1986 Černá zmije (královna Alžběta I.)
- 1987 Říše slunce
- 1992 Posedlost
- 1992 Hra na pláč (teroristka Jude)
- 1994 Tom a Viv (nominace na cenu Americké akademie filmových umění věd Oscar)
- 1998 Merlin (televizní film - postava královny Mab a Jezerní paní)
- 1999 Král a já
- 1999 Ospalá díra
- 1999 Alenka v říši divů (srdcová královna)
- 2002 Nicolas Nicleby
- 2002 Pavouk
- 2002 Hodiny
- 2004 Princ a já (dánská královna Rosalinda)
- 2004 Fantom opery
- 2005 Harry Potter a Ohnivý pohár
- 2006 Apokalypsa
- 2006 Paříži, miluji tě
- 2007 Santa má bráchu
- 2009 Královna Viktorie (vévodkyně z Kentu, matka královny Viktorie)
- 2010 Harry Potter a Relikvie smrti – část 1
- 2011 Harry Potter a Relikvie smrti – část 2
- 2015 Až tam nezbyl žádný